# Paramolgula gregaria
Paramolgula gregaria is een zakpijpensoort uit de familie van de Molgulidae. De wetenschappelijke naam van de soort is voor het eerst geldig gepubliceerd in 1830 door Lesson.